# سيإيإيتشي سايتو
سيإيإيتشي سايتو (باليابانية: 斉藤 誠一) (22 يوليو 1976 في فوكوكا في اليابان – )؛ هو لاعب كرة قدم سابق كان يلعب كحارس مرمى.

## وصلات خارجية
- سيإيإيتشي سايتو على موقع رابطة كرة القدم اليابانية للمحترفين (اليابانية)